# Somlójenő
Somlójenő község Veszprém vármegyében, a Devecseri járásban.

## Fekvése
Veszprém megye nyugati részén helyezkedik el, Devecsertől mintegy 8 kilométerre nyugatra, a Torna patak völgyében. A szomszédos települések: észak felől Somlószőlős, kelet és dél felől Somlóvásárhely, nyugat felől Tüskevár, északnyugat felől pedig Iszkáz. Nagyon kevés híja van annak, hogy nem határos a területe északkelet felől még Dobával is.

### Megközelítése
A község területén végighúzódik, lakott területeinek északi szélén a 8-as főút, ez a legfontosabb közúti megközelítési útvonala keleti és nyugati irányból is. Belterülete egy rövid leágazással érhető el a főútról, a 73 182-es számú mellékúton. A környező települések közül északi szomszédaival a 8411-es út, Iszkázzal a 84 116-is számú mellékút köti össze.
A hazai vasútvonalak közül a települést a MÁV 20-as számú Székesfehérvár–Szombathely-vasútvonala érinti, amelynek azonban itt nincs megállási pontja; a legközelebbi vasúti csatlakozási lehetőségeket ezért Somlóvásárhely megállóhely vagy Tüskevár vasútállomás kínálják.

## Története
Egykori lakói és birtokosai a Jenő- törzsből származó, a király felszólítására azonnal hadba szálló várjobbágyok voltak. A Jenő nevű földön később két falu jött létre: Nagyjenő (a mai Tüskevár) és Kisjenő (ma Somlójenő). A Somló előtagot jóval később kapta a község. 1321- ben villa Kysyenew, 1611- ben Kys Gyeneo, 1696- ban pedig Kys Genő néven említik. A középkortól a jobbágyfelszabadításig a győri püspök fennhatósága alatt állt, egytelkes nemesek népesítették be. Egyházi nemesei az újkorban Vecse székhez, (ma Somlóvecse) vármegyéhez tartoztak. Később a zsellér népesség is megjelenik a lakosok közt, de a határ teljesen nemesi jogú maradt. A Somló- hegy nyugati termőterületének egy része Kisjenő határába tartozott. A lakosok megélhetésének alapja a szőlő volt. Szőlőművelés a 16. századtól állandósult. A községnek saját vízimalma volt. Kőház-kastélyát 1592- ben említik először. A ma is álló római katolikus templom középkori eredetű. 1960- ban kultúrházat, könyvtárat és tanácsházat építettek. 1960. évi népszámláláskor 535 lakosa volt. Somlójenő külterülete Várda- puszta, Márja- major és Somló- hegy. Somlójenő és Somlóvásárhely 1969. január 1- től alkot közös tanácsot Somlóvásárhely székhellyel.

## Közélete

### Polgármesterei
- 1990–1994: Jankó Jenő (független)[4]
- 1994–1998: Nemes Attila (független)[5]
- 1998–2002: Nemes Attila (független)[6]
- 2002–2006: Nemes Attila (független)[7]
- 2006–2010: Nemes Attila (független)[8]
- 2010–2012: Nemes Attila Antal (független)[9]
- 2012–2014: Nemes Ferencné (független)[10]
- 2014–2019: Nemes Ferencné (független)[11]
- 2019–2024: Nemes Ferencné (független)[12]
- 2024– : Nemes Ferencné (független)[1]

A településen 2012. július 1-jén időközi polgármester-választást tartottak, az előző polgármester halála miatt.

## Népesség
A település népességének változása:
| Lakosok száma | 301  | 296  | 291  | 251  | 280  | 276  | 292  |
|               | 2013 | 2014 | 2015 | 2021 | 2022 | 2023 | 2024 |

A 2011-es népszámlálás során a lakosok 95,4%-a magyarnak, 11,7% cigánynak, 1,1% németnek, 0,4% románnak mondta magát (4,6% nem nyilatkozott; a kettős identitások miatt a végösszeg nagyobb lehet 100%-nál). A vallási megoszlás a következő volt: római katolikus 69,5%, református 1,8%, evangélikus 1,4%, felekezeten kívüli 6,4% (20,6% nem nyilatkozott).
2022-ben a lakosság 88,6%-a vallotta magát magyarnak, 14,3% cigánynak, 0,4% románnak, 0,4% németnek, 0,4% egyéb, nem hazai nemzetiségűnek (11,4% nem nyilatkozott; a kettős identitások miatt a végösszeg nagyobb lehet 100%-nál). Vallásuk szerint 57,9% volt római katolikus, 1,1% evangélikus, 0,7% református, 0,4% görög katolikus, 0,4% egyéb keresztény, 5% egyéb katolikus, 8,2% felekezeten kívüli (26,4% nem válaszolt).

## Nevezetességei
- Szent Ilona-kápolna

## Ismert emberek
- Itt született 1895-ben Irsy László építész.